# 여적죄
여적죄(與敵罪)는 외환죄 중 하나로 적국과 합세(合勢)하여 대한민국에 항적(抗敵)한 죄를 말한다.(형법 제93조) 범죄의 구성요건상 전시(戰時)가 아니면 적용이 어렵다.
이 죄의 특이점은 대한민국 형법에서 유일하게 사형만을 법정형으로 규정하고 있다는 것이다. 이 죄의 미수범과 예비·음모, 선동·선전은 모두 형사처벌 대상이다.(형법 제100조 및 제101조)

## 규정
제93조(여적) 적국과 합세하여 대한민국에 항적한 자는 사형에 처한다.

이 죄에서 '적국과의 합세'란 대한민국에 대한 적국의 무력행사에 가담하는 것을 말하고, '항적'이란 전투원, 비전투원 여부를 불문하고 적국의 군사업무에 종사하여 대한민국에 적대하는 행위를 말한다.
외환죄에서 '적국(敵國)'이란 대한민국과 교전상태에 있는 외국을 말하며, 대한민국에 적대하는 외국 또는 외국인의 단체도 적국으로 간주한다.(준적국：형법 제102조) 조선민주주의인민공화국이 외환죄에 있어서 대한민국의 '적국'에 해당하는지는 논란이 있는데, 대한민국 대법원은 '간첩죄에 있어서는 이를 국가에 준하여 취급하여야 한다'고 판시하고 있다.

## 역사
이 규정은 구 일본형법(1947년 10월 26일 개정 전의 일본형법) 제81조를 답습한 규정이다.

구 일본형법 제81조(외환유치) 외국과 통모하여 일본국에 대하여 전단을 열게 하거나 적국에 가담하여 일본국에 항적한 자는 사형에 처한다.

일본에서는 1947년 10월 26일 형법 규정 중 법정형이 지나치게 무겁고 군국주의적이었던 외환죄 규정 대부분을 삭제하고 다음과 같이 정리하였다.

제81조(외환유치) 외국과 통모하여 일본국에 대하여 무력을 행사하게 한 자는 사형에 처한다.
제82조(외환원조) 일본국에 대하여 외국의 무력 행사가 있을 때에 이에 가담하여 그 군무(軍務)에 복무하거나 그 밖에 이에 군사상의 이익을 제공한 자는 사형, 무기 또는 2년 이상의 징역에 처한다.

외환유치죄는 외국이 자국을 군사도발하도록 유도한 원흉(元兇)을 처벌하는 규정이고, 여적죄는 자국을 침략한 외국의 군사업무에 종사하는 자를 처벌하는 규정이기 때문에 1947년에 개정된 현행 일본 형법이 대한민국 형법의 규정보다 합리적이라고 평가할 수 있다. 대한민국 형법학자들의 입법론(형법 개정논의)은 여적죄에 관해 법정형에 '무기징역'을 추가하는 것 외에는 현재의 형법 규정을 답습하고 있는데 제2차 세계대전의 종전 후 일본의 형법 개정에 대한 검토가 이루어지지 않은 것으로 보인다.

## 같이 보기
- 외환죄
- 외환유치죄
- 대한민국 형법 제93조